# Liste der Monuments historiques in Trégueux
Die Liste der Monuments historiques in Trégueux führt die Monuments historiques in der französischen Gemeinde Trégueux auf.

## Liste der Bauwerke
| Bezeichnung          | Beschreibung                          | Standort | Kennzeichnung | Schutzstatus | Datum | Bild           |
| -------------------- | ------------------------------------- | -------- | ------------- | ------------ | ----- | -------------- |
| Manoir de Guélambert | Herrenhaus, erbaut im 15. Jahrhundert | (Lage)   | PA00089699    | Inscrit      | 1964  | weitere Bilder |

## Liste der Objekte
- Monuments historiques (Objekte) in Trégueux in der Base Palissy des französischen Kultusministeriums